# كنال سات
كنال + هو مزود اشتراك فرنسي مرتبط بالقناة كنال+ . وهي مملوكة لشركة فيفاندي (مالك قناة كنال +) بحصة مائة بالمائة.

## تاريخ
في عام 1992 ، تم إطلاق كنال ساتلايت ، وكان المساهمون هم مجموعة كنال+ (66٪) و لا جاردي أكتيف (34٪) ، وهي شركة تابعة لشركة لاجاردي جروب .
في 27 نيسان / أبريل 1996 ، تم إطلاق ساتل كنال+ كمنصة قمر صناعية رقمية ، وكانت الأولى من نوعها في أوروبا.
وورد في كتاب هيت أبوف سرد داخلي لظهور قناة كنال + وتأسيس كنال سات كمزود رئيسي لقنوات الأقمار الصناعية في أوروبا ، والذي يحكي قصة تأسيس وتطوير مشغل الأقمار الصناعية الأوروبي الرائد ، أسترا 19.2 شرقا .
في أواخر عام 2005 ، استحوذت كنال + على منافستها تي بي أس.
في 15 نوفمبر 2016 ، تم تغيير علامتها التجارية كنال سات .
في عام 2017 ، فقدت القناة ديسكفري وإن بي سي يونيفرسال، واستعادتها الشركة الفرنسية للإتصالات . استبدلت القناة بالقنوات الحصرية التي تم إطلاقها حديثًا: وارنر تي في وبولار + و فيسلاند و نوفيلا تي في.
في 27 مايو 2019 ، قامت كنال+ بشراء مجموعة إم 7 مقابل مليار يورو.
في 1 أغسطس 2019 ، تمت إعادة تسمية الشبكة باسم كنال+ لكي يكون معروفا في جميع أنحاء العالم.
كنال+ هي الموزع الفرنسي لقناة ديزني وشبكة فوكس وديزني + (مع قناة ديزني + تي في).

## الشبكات الخارجية
- كنال + إفريقيا
- كنال+ كاليدونيا
- كنال+ الكاريبي
- كنال+ ريونيون

## روابط خارجية
- الموقع الرسمي
- Official site for Switzerland

قالب:CATV Europe